# Eau Pleine, Quận Portage, Wisconsin
Eau Pleine là một thị trấn thuộc quận Portage, tiểu bang Wisconsin, Hoa Kỳ. Năm 2010, dân số của thị trấn này là 888 người.